# Efioanwan Ekpo
Efioanwan Ekpo (25 de janeiro de 1984) é uma futebolista nigeriana que atua como defensora.

## Carreira
Efioanwan Ekpo integrou o elenco da Seleção Nigeriana de Futebol Feminino, nas Olimpíadas de 2004 e 2008. 